# ألكسيس كوهن
ألكسيس كوهن (بالإنجليزية: Alexis Cohen)‏ هي مغنية أمريكية، ولدت في 17 أكتوبر 1983 في بروكلين في الولايات المتحدة، وتوفيت في 25 يوليو 2009 في سيسيد هايهتس في الولايات المتحدة.

## وصلات خارجية
- ألكسيس كوهن على موقع IMDb (الإنجليزية)